# Conn O'Neill
Conn O'Neill, I conde de Tyrone (en irlandés: Conn Bacach mac Cuinn Ó Néill; c. 1480 - 1559), jefe irlandés del clan O'Neill de Tyrone en el Ulster. Nombrado conde de Tyrone por los ingleses, trató sin embargo de oponerse a los intentos de la corona por implantar su hegemonía en Irlanda

## Orígenes y primeros años
Conn era hijo de Conn Mór, Rey de Tyrone y nieto de Henry O'Neill, que también ostentó el título de rey. Por línea materna era nieto de Thomas FitzGerald, VII conde de Kildare. Conn fue proclamado jefe de los O'Neill de Tyrone en 1519, tras la muerte de su tío. En ese momento, el título de jefe (O'Neill Mór), llevaba implícito el control sobre todo el clan y sus territorios. Cuando el conde de Kildare fue nombrado virrey en 1524, Conn aceptó convertirse en su guardaespaldas en las ceremonias oficiales, pero se negó a entregar rehenes que garantizaran su obediencia y lealtad a la corona. Tras la invasión de Tyrone por Anthony St Leger, el Lord Diputado en 1541, Conn accedió entregar a su hijo Phelim Caoch como rehén y asistió al parlamento irlandés convocada en Trim. Después viajó a Inglaterra, donde se convirtió al protestantismo y se sometió a Enrique VIII en Greenwich. El rey le concedió el título de conde de Tyrone, y fue nombrado miembro del Consejo Privado de Irlanda, junto con extensas posesiones de terreno dentro de la Empalizada.

## Regreso a Irlanda
Estos acontecimientos impresionaron profundamente a los irlandeses, especialmente a los miembros de O'Neill, que reaccionaron con indignación ante el sometimiento de su jefe a la Corona inglesa. Durante el resto de su mandato, Conn tuvo que pelear constantemente para mantener su posición, especialmente con su hijo Shane, debido a la cuestión sucesoria. Aquí entraban en conflicto la ley inglesa, basada en el derecho de primogenitura, con la costumbre gaélica de la tanistry, que hacía del cargo un puesto electivo. La norma inglesa designaba a Matthew, hijo mayor aunque ilegítimo de Conn, como heredero al título de O'Neill, lo que Shane no estaba dispuesto a aceptar de ninguna de las maneras. Esto propició el estallido de una auténtica guerra interna dentro del clan, que no terminaría hasta el asesinato de Mattew en 1558 por agentes de Shane, falleciendo Conn apenas un año más tarde.

## Matrimonios y descendencia
Conn se casó en dos ocasiones, y tuvo numerosos descendientes. Su primera esposa, Lady Alice FitzGerald, era hija y hermana de los VII y VIII condes de Kildare. De este primer matrimonio nacieron, entre otros, su primogénito Phelim Caoch O'Neill ("el ciego"), que resultó muerto en un ataque contra los MacDonnel de Antrim por "un sólo sablazo de un gallowglass" y Shane O'Neill. Su segunda esposa era hija de Hugh Boy O'Neill de Clanaboy. Tuvo también gran cantidad de hijos ilegítimos, entre los que destaca Matthew, padre del futuro Hugh O'Neill, II conde de Tyrone y una hija que se casó con Sorley Boy MacDonnell.
Sería sucedido a la cabeza del clan O'Neill por su hijo Shane y, como conde de Tyrone por su nieto Hugh O'Neill.